# José Fernando Rodríguez
José Rodríguez (San Bernardino, 26 de febrero de 1986) es un futbolista guatemalteco que desempeña la posición de portero. Actualmente juega para el Club Social y Deportivo Suchitepéquez de la Liga Nacional de Fútbol de Guatemala.
Es hermano menor del futbolista Luis Ricardo Rodríguez.
Este jugador creció en las divisiones inferiores del Club Social y Deportivo Suchitepéquez y debutó con la categoría mayor del cuadro venado el 7 de febrero de 2009 como titular en un encuentro de la jornada 3 del Clausura 2009 contra Deportivo Marquense en donde finalizó empatado 0 a 0; gracias a sus actuaciones el equipo venado saco un punto valioso en una difícil cancha.

## Clubes
| Club                                  | País      | Año           |
| ------------------------------------- | --------- | ------------- |
| Club Social y Deportivo Suchitepéquez | Guatemala | 2005-2009     |
| Deportivo Xinabajul                   | Guatemala | 2009-2011     |
| Deportivo San Pedro                   | Guatemala | 2011-2013     |
| Club Social y Deportivo Suchitepéquez | Guatemala | 2014-Presente |

- Datos: Q23012811